# Beccy Cooper
Rebecca Claire Cooper est une personnalité politique britannique, membre du Parti travailliste. Elle est députée de Worthing West depuis 2024.
Elle commence comme médecin en santé publique avant de devenir, en 2017, le premier conseiller travailliste de Worthing Borough et la cheffe du conseil en 2022. 
En 2024, elle quitte ses fonctions pour entrer au parlement en tant que députée de Worthing West avec 20 519 voix, succédant à Peter Bottomley.

## Biographie

### Carrière professionnelle
Beccy Cooper exerce d'abord en tant que médecin en santé publique, puis elle occupe le poste de conseillère pour le quartier de Marine à Worthing jusqu'en 2024.

### Carrière politique
En 2017, Beccy Cooper devient la première personne conseillère travailliste de Worthing Borough en 41 ans. Réélue en 2021, elle devient cheffe du conseil en mai 2022. Elle remet ses fonctions en 2024 après son élection au parlement,.
En 2024, elle est élue députée de Worthing West avec 20 519 voix, succédant à Peter Bottomley, qui était député depuis la création de la circonscription en 1997,,. 
Dans son discours inaugural (en) à Westminster, elle s'engage à améliorer la sécurité et la sûreté des personnes en réduisant les inégalités en santé,.